# فرودگاه آرناشتاین
فرودگاه آرناشتاین (به انگلیسی: Arnstein Airport) یک فرودگاه همگانی است که یک باند فرود چمن دارد و طول باند آن ۵۶۴ متر است. این فرودگاه در کشور کانادا قرار دارد و در ارتفاع ۲۲۷ متری از سطح دریا واقع شده‌است.